# Giro de Itália Feminino de 2019
A 30.ª edição do Giro de Itália Feminino (oficialmente: Giro d'Italia Internazionale Femminile ou também conhecido como Giro Rosa) se disputou entre 5 14 de julho de 2019 com início na localidade de Cassano Spinola e final na cidade de Udine na Itália. A carreira constou de um total de 10 etapas sobre um percurso de 922,2 km.
A carreira fez parte do UCI WorldTour Feminino de 2019 como concorrência de categoria 2.wwT do calendário ciclístico de máximo nível mundial, sendo a décimo quarta carreira de dito circuito. Como na edição anterior, a vencedora foi a neerlandesa Annemiek van Vleuten da Mitchelton-Scott. Acompanharam-na no pódio a também neerlandesa Anna van der Breggen da Boels-Dolmans e a australiana Amanda Spratt, colega de equipa de van Vleuten.

## Equipas
Tomaram parte na carreira um total de 24 equipas convidadas pela organização, todos eles de categoria UCI Team Feminino, quem conformaram um pelotão de 143 ciclistas das que terminaram 122. As equipas participantes são:
| Equipes femininas profissionais (24)- Alé Cipollini - Aromitalia Vaiano - Astana Women's - BePink - Bigla - Bizkaia-Durango - Boels Dolmans - BTC City Ljubljana - Canyon-SRAM Racing - CCC-Liv - Cogeas-Mettler - Eurotarget-Bianchi-Vitasana - FDJ-Nouvelle Aquitaine-Futuroscope - Lotto Soudal Ladies - Mitchelton-Scott - Movistar Team - Parkhotel Valkenburg-Destil - Servetto-Piumate-Beltrami TSA - Sunweb Women - Top Girls Fassa Bortolo - Trek-Segafredo - Valcar Cylance - Virtu Cycling Women - WNT-Rotor Pro Cycling |
| |

## Percorrido
| Etapa | Data    | Percurso                           | type                       | Distância (km) | Vencedor             | Líder geral          |
| ----- | ------- | ---------------------------------- | -------------------------- | -------------- | -------------------- | -------------------- |
| 1     | 5 jul.  | Cassano Spinola – Castellania      | contrarrelógio por equipes | 18,8           | Canyon-SRAM Racing   | Katarzyna Niewiadoma |
| 2     | 6 jul.  | Viù – Viù                          | etapa escarpada            | 78,3           | Marianne Vos         | Katarzyna Niewiadoma |
| 3     | 7 jul.  | Sagliano Micca – Piedicavallo      | etapa escarpada            | 104,1          | Marianne Vos         | Katarzyna Niewiadoma |
| 4     | 8 jul.  | Lissone – Carate Brianza           | etapa plana                | 101,1          | Letizia Borghesi     | Katarzyna Niewiadoma |
| 5     | 9 jul.  | Ponte in Valtellina – Gavia Pass   | alta montanha              | 100,7          | Annemiek van Vleuten | Annemiek van Vleuten |
| 6     | 10 jul. | Chiuro – Teglio                    | contrarrelógio individual  | 12,1           | Annemiek van Vleuten | Annemiek van Vleuten |
| 7     | 11 jul. | Cornedo Vicentino – Fara Vicentino | etapa escarpada            | 128,3          | Marianne Vos         | Annemiek van Vleuten |
| 8     | 12 jul. | Vittorio Veneto – Maniago          | alta montanha              | 133,3          | Elizabeth Banks      | Annemiek van Vleuten |
| 9     | 13 jul. | Gemona del Friuli – Chiusaforte    | alta montanha              | 125,5          | Anna van der Breggen | Annemiek van Vleuten |
| 10    | 14 jul. | San Vito al Tagliamento – Udine    | etapa escarpada            | 120            | Marianne Vos         | Annemiek van Vleuten |

## Desenvolvimento da carreira

### 1.ª etapa
| Cassano Spinola - Castellania | contrarrelógio por equipes | (18,8 km) |

| \| Classificação por etapas \| Classificação por etapas \| Classificação por etapas \| Classificação por etapas \| Classificação por etapas \| Classificação por etapas \| \| Equipe \| Equipe \| Tempo \| Intervalo de tempo \| Rapidez \| \| \| ------------------------ \| ------------------------ \| ------------------------ \| ------------------------ \| ------------------------ \| ------------------------ \| \| 1. \| Canyon-SRAM Racing \| 31m41s \| \| 34.087 km/h \| \| \| 2. \| Bigla \| 32m05s \| + 24s \| 33.662 km/h \| \| \| 3. \| CCC-Liv \| 32m26s \| + 45s \| 33.299 km/h \| \| \| 4. \| Mitchelton-Scott \| 32m34s \| + 53s \| 33.163 km/h \| \| \| 5. \| Boels Dolmans \| 32m45s \| + 1m04s \| 32.977 km/h \| \| \| 6. \| Trek-Segafredo \| 32m48s \| + 1m07s \| 32.927 km/h \| \| \| 7. \| Sunweb Women \| 33m01s \| + 1m20s \| 32.711 km/h \| \| \| 8. \| Movistar Team \| 33m22s \| + 1m41s \| 32.368 km/h \| \| \| 9. \| Virtu Cycling Women \| 33m26s \| + 1m45s \| 32.303 km/h \| \| \| 10. \| WNT-Rotor Pro Cycling \| 33m31s \| + 1m50s \| 32.223 km/h \| \| |                       |        |                    |             |
| |                       |        |                    |             |
| |                       |        |                    |             |
| Classificação por etapas |                       |        |                    |             |
| Equipe | Equipe                | Tempo  | Intervalo de tempo | Rapidez     |
| 1. | Canyon-SRAM Racing    | 31m41s |                    | 34.087 km/h |
| 2. | Bigla                 | 32m05s | + 24s              | 33.662 km/h |
| 3. | CCC-Liv               | 32m26s | + 45s              | 33.299 km/h |
| 4. | Mitchelton-Scott      | 32m34s | + 53s              | 33.163 km/h |
| 5. | Boels Dolmans         | 32m45s | + 1m04s            | 32.977 km/h |
| 6. | Trek-Segafredo        | 32m48s | + 1m07s            | 32.927 km/h |
| 7. | Sunweb Women          | 33m01s | + 1m20s            | 32.711 km/h |
| 8. | Movistar Team         | 33m22s | + 1m41s            | 32.368 km/h |
| 9. | Virtu Cycling Women   | 33m26s | + 1m45s            | 32.303 km/h |
| 10. | WNT-Rotor Pro Cycling | 33m31s | + 1m50s            | 32.223 km/h |

| \| Classificação geral \| Classificação geral \| Classificação geral \| Classificação geral \| Classificação geral \| \| Ciclista \| Ciclista \| Equipe \| Tempo \| \| \| ------------------- \| ---------------------- \| ------------------- \| ------------------- \| ------------------- \| \| 1. \| Katarzyna Niewiadoma \| Canyon-SRAM Racing \| 31m41s \| \| \| 2. \| Hannah Barnes \| Canyon-SRAM Racing \| + 0s \| \| \| 3. \| Omer Shapira \| Canyon-SRAM Racing \| + 0s \| \| \| 4. \| Alena Amialiusik \| Canyon-SRAM Racing \| + 0s \| \| \| 5. \| Leah Thomas \| Bigla \| + 24s \| \| \| 6. \| Cecilie Uttrup Ludwig \| Bigla \| + 24s \| \| \| 7. \| Mikayla Harvey \| Bigla \| + 24s \| \| \| 8. \| Elise Chabbey \| Bigla \| + 24s \| \| \| 9. \| Ashleigh Moolman Pasio \| CCC-Liv \| + 45s \| \| \| 10. \| Marianne Vos \| CCC-Liv \| + 45s \| \| |                        |                    |        |
| |                        |                    |        |
| |                        |                    |        |
| Classificação geral |                        |                    |        |
| Ciclista | Ciclista               | Equipe             | Tempo  |
| 1. | Katarzyna Niewiadoma   | Canyon-SRAM Racing | 31m41s |
| 2. | Hannah Barnes          | Canyon-SRAM Racing | + 0s   |
| 3. | Omer Shapira           | Canyon-SRAM Racing | + 0s   |
| 4. | Alena Amialiusik       | Canyon-SRAM Racing | + 0s   |
| 5. | Leah Thomas            | Bigla              | + 24s  |
| 6. | Cecilie Uttrup Ludwig  | Bigla              | + 24s  |
| 7. | Mikayla Harvey         | Bigla              | + 24s  |
| 8. | Elise Chabbey          | Bigla              | + 24s  |
| 9. | Ashleigh Moolman Pasio | CCC-Liv            | + 45s  |
| 10. | Marianne Vos           | CCC-Liv            | + 45s  |

### 2.ª etapa
| Viù - Viù | etapa escarpada | (78,3 km) |

| \| Classificação por etapas \| Classificação por etapas \| Classificação por etapas \| Classificação por etapas \| Classificação por etapas \| \| Ciclista \| Ciclista \| Equipe \| Tempo \| \| \| ------------------------ \| ------------------------ \| ------------------------ \| ------------------------ \| ------------------------ \| \| 1. \| Marianne Vos \| CCC-Liv \| 2h15m56s \| \| \| 2. \| Annemiek van Vleuten \| Mitchelton-Scott \| + 0s \| \| \| 3. \| Lucinda Brand \| Sunweb \| + 0s \| \| \| 4. \| Anna van der Breggen \| Boels Dolmans \| + 0s \| \| \| 5. \| Soraya Paladin \| Alé Cipollini \| + 0s \| \| \| 6. \| Amanda Spratt \| Mitchelton-Scott \| + 0s \| \| \| 7. \| Ane Santesteban \| WNT-Rotor Pro Cycling \| + 0s \| \| \| 8. \| Katarzyna Niewiadoma \| Canyon-SRAM Racing \| + 0s \| \| \| 9. \| Elisa Longo Borghini \| Trek-Segafredo \| + 0s \| \| \| 10. \| Demi Vollering \| Parkhotel Valkenburg \| + 0s \| \| |                      |                       |          |
| |                      |                       |          |
| |                      |                       |          |
| Classificação por etapas |                      |                       |          |
| Ciclista | Ciclista             | Equipe                | Tempo    |
| 1. | Marianne Vos         | CCC-Liv               | 2h15m56s |
| 2. | Annemiek van Vleuten | Mitchelton-Scott      | + 0s     |
| 3. | Lucinda Brand        | Sunweb                | + 0s     |
| 4. | Anna van der Breggen | Boels Dolmans         | + 0s     |
| 5. | Soraya Paladin       | Alé Cipollini         | + 0s     |
| 6. | Amanda Spratt        | Mitchelton-Scott      | + 0s     |
| 7. | Ane Santesteban      | WNT-Rotor Pro Cycling | + 0s     |
| 8. | Katarzyna Niewiadoma | Canyon-SRAM Racing    | + 0s     |
| 9. | Elisa Longo Borghini | Trek-Segafredo        | + 0s     |
| 10. | Demi Vollering       | Parkhotel Valkenburg  | + 0s     |

| \| Classificação geral \| Classificação geral \| Classificação geral \| Classificação geral \| Classificação geral \| \| Ciclista \| Ciclista \| Equipe \| Tempo \| \| \| ------------------- \| ---------------------- \| ------------------- \| ------------------- \| ------------------- \| \| 1. \| Katarzyna Niewiadoma \| Canyon-SRAM Racing \| 2h47m37s \| \| \| 2. \| Omer Shapira \| Canyon-SRAM Racing \| + 12s \| \| \| 3. \| Alena Amialiusik \| Canyon-SRAM Racing \| + 19s \| \| \| 4. \| Cecilie Uttrup Ludwig \| Bigla \| + 24s \| \| \| 5. \| Marianne Vos \| CCC-Liv \| + 35s \| \| \| 6. \| Ashleigh Moolman Pasio \| CCC-Liv \| + 45s \| \| \| 7. \| Annemiek van Vleuten \| Mitchelton-Scott \| + 47s \| \| \| 8. \| Leah Thomas \| Bigla \| + 47s \| \| \| 9. \| Elise Chabbey \| Bigla \| + 47s \| \| \| 10. \| Amanda Spratt \| Mitchelton-Scott \| + 53s \| \| |                        |                    |          |
| |                        |                    |          |
| |                        |                    |          |
| Classificação geral |                        |                    |          |
| Ciclista | Ciclista               | Equipe             | Tempo    |
| 1. | Katarzyna Niewiadoma   | Canyon-SRAM Racing | 2h47m37s |
| 2. | Omer Shapira           | Canyon-SRAM Racing | + 12s    |
| 3. | Alena Amialiusik       | Canyon-SRAM Racing | + 19s    |
| 4. | Cecilie Uttrup Ludwig  | Bigla              | + 24s    |
| 5. | Marianne Vos           | CCC-Liv            | + 35s    |
| 6. | Ashleigh Moolman Pasio | CCC-Liv            | + 45s    |
| 7. | Annemiek van Vleuten   | Mitchelton-Scott   | + 47s    |
| 8. | Leah Thomas            | Bigla              | + 47s    |
| 9. | Elise Chabbey          | Bigla              | + 47s    |
| 10. | Amanda Spratt          | Mitchelton-Scott   | + 53s    |

### 3.ª etapa
| Sagliano Micca - Piedicavallo | etapa escarpada | (104,1 km) |

| \| Classificação por etapas \| Classificação por etapas \| Classificação por etapas \| Classificação por etapas \| Classificação por etapas \| \| Ciclista \| Ciclista \| Equipe \| Tempo \| \| \| ------------------------ \| ------------------------ \| ------------------------ \| ------------------------ \| ------------------------ \| \| 1. \| Marianne Vos \| CCC-Liv \| 2h49m11s \| \| \| 2. \| Lucy Kennedy \| Mitchelton-Scott \| + 0s \| \| \| 3. \| Cecilie Uttrup Ludwig \| Bigla \| + 0s \| \| \| 4. \| Annemiek van Vleuten \| Mitchelton-Scott \| + 0s \| \| \| 5. \| Ashleigh Moolman Pasio \| CCC-Liv \| + 0s \| \| \| 6. \| Lucinda Brand \| Sunweb \| + 0s \| \| \| 7. \| Soraya Paladin \| Alé Cipollini \| + 0s \| \| \| 8. \| Ane Santesteban \| WNT-Rotor Pro Cycling \| + 0s \| \| \| 9. \| Anna van der Breggen \| Boels Dolmans \| + 0s \| \| \| 10. \| Erica Magnaldi \| WNT-Rotor Pro Cycling \| + 0s \| \| |                        |                       |          |
| |                        |                       |          |
| |                        |                       |          |
| Classificação por etapas |                        |                       |          |
| Ciclista | Ciclista               | Equipe                | Tempo    |
| 1. | Marianne Vos           | CCC-Liv               | 2h49m11s |
| 2. | Lucy Kennedy           | Mitchelton-Scott      | + 0s     |
| 3. | Cecilie Uttrup Ludwig  | Bigla                 | + 0s     |
| 4. | Annemiek van Vleuten   | Mitchelton-Scott      | + 0s     |
| 5. | Ashleigh Moolman Pasio | CCC-Liv               | + 0s     |
| 6. | Lucinda Brand          | Sunweb                | + 0s     |
| 7. | Soraya Paladin         | Alé Cipollini         | + 0s     |
| 8. | Ane Santesteban        | WNT-Rotor Pro Cycling | + 0s     |
| 9. | Anna van der Breggen   | Boels Dolmans         | + 0s     |
| 10. | Erica Magnaldi         | WNT-Rotor Pro Cycling | + 0s     |

| \| Classificação geral \| Classificação geral \| Classificação geral \| Classificação geral \| Classificação geral \| \| Ciclista \| Ciclista \| Equipe \| Tempo \| \| \| ------------------- \| ---------------------- \| ------------------- \| ------------------- \| ------------------- \| \| 1. \| Katarzyna Niewiadoma \| Canyon-SRAM Racing \| 5h36m48s \| \| \| 2. \| Cecilie Uttrup Ludwig \| Bigla \| + 20s \| \| \| 3. \| Marianne Vos \| CCC-Liv \| + 25s \| \| \| 4. \| Alena Amialiusik \| Canyon-SRAM Racing \| + 40s \| \| \| 5. \| Omer Shapira \| Canyon-SRAM Racing \| + 44s \| \| \| 6. \| Ashleigh Moolman Pasio \| CCC-Liv \| + 45s \| \| \| 7. \| Annemiek van Vleuten \| Mitchelton-Scott \| + 47s \| \| \| 8. \| Amanda Spratt \| Mitchelton-Scott \| + 52s \| \| \| 9. \| Lucy Kennedy \| Mitchelton-Scott \| + 59s \| \| \| 10. \| Anna van der Breggen \| Boels Dolmans \| + 1m04s \| \| |                        |                    |          |
| |                        |                    |          |
| |                        |                    |          |
| Classificação geral |                        |                    |          |
| Ciclista | Ciclista               | Equipe             | Tempo    |
| 1. | Katarzyna Niewiadoma   | Canyon-SRAM Racing | 5h36m48s |
| 2. | Cecilie Uttrup Ludwig  | Bigla              | + 20s    |
| 3. | Marianne Vos           | CCC-Liv            | + 25s    |
| 4. | Alena Amialiusik       | Canyon-SRAM Racing | + 40s    |
| 5. | Omer Shapira           | Canyon-SRAM Racing | + 44s    |
| 6. | Ashleigh Moolman Pasio | CCC-Liv            | + 45s    |
| 7. | Annemiek van Vleuten   | Mitchelton-Scott   | + 47s    |
| 8. | Amanda Spratt          | Mitchelton-Scott   | + 52s    |
| 9. | Lucy Kennedy           | Mitchelton-Scott   | + 59s    |
| 10. | Anna van der Breggen   | Boels Dolmans      | + 1m04s  |

### 4.ª etapa
| Lissone - Carate Brianza | etapa plana | (101,1 km) |

| \| Classificação por etapas \| Classificação por etapas \| Classificação por etapas \| Classificação por etapas \| Classificação por etapas \| \| Ciclista \| Ciclista \| Equipe \| Tempo \| \| \| ------------------------ \| ------------------------ \| ------------------------ \| ------------------------ \| ------------------------ \| \| 1. \| Letizia Borghesi \| Aromitalia Vaiano \| 2h29m50s \| \| \| 2. \| Nadia Quagliotto \| Alé Cipollini \| + 0s \| \| \| 3. \| Chiara Perini \| Bepink \| + 0s \| \| \| 4. \| Marianne Vos \| CCC-Liv \| + 42s \| \| \| 5. \| Leah Kirchmann \| Sunweb \| + 42s \| \| \| 6. \| Soraya Paladin \| Alé Cipollini \| + 42s \| \| \| 7. \| Annemiek van Vleuten \| Mitchelton-Scott \| + 42s \| \| \| 8. \| Ilaria Sanguineti \| Valcar Cylance \| + 42s \| \| \| 9. \| Kelly Van den Steen \| Lotto Soudal Ladies \| + 42s \| \| \| 10. \| Rasa Leleivytė \| Aromitalia Vaiano \| + 42s \| \| |                      |                     |          |
| |                      |                     |          |
| |                      |                     |          |
| Classificação por etapas |                      |                     |          |
| Ciclista | Ciclista             | Equipe              | Tempo    |
| 1. | Letizia Borghesi     | Aromitalia Vaiano   | 2h29m50s |
| 2. | Nadia Quagliotto     | Alé Cipollini       | + 0s     |
| 3. | Chiara Perini        | Bepink              | + 0s     |
| 4. | Marianne Vos         | CCC-Liv             | + 42s    |
| 5. | Leah Kirchmann       | Sunweb              | + 42s    |
| 6. | Soraya Paladin       | Alé Cipollini       | + 42s    |
| 7. | Annemiek van Vleuten | Mitchelton-Scott    | + 42s    |
| 8. | Ilaria Sanguineti    | Valcar Cylance      | + 42s    |
| 9. | Kelly Van den Steen  | Lotto Soudal Ladies | + 42s    |
| 10. | Rasa Leleivytė       | Aromitalia Vaiano   | + 42s    |

| \| Classificação geral \| Classificação geral \| Classificação geral \| Classificação geral \| Classificação geral \| \| Ciclista \| Ciclista \| Equipe \| Tempo \| \| \| ------------------- \| ---------------------- \| ------------------- \| ------------------- \| ------------------- \| \| 1. \| Katarzyna Niewiadoma \| Canyon-SRAM Racing \| 8h07m20s \| \| \| 2. \| Cecilie Uttrup Ludwig \| Bigla \| + 20s \| \| \| 3. \| Marianne Vos \| CCC-Liv \| + 25s \| \| \| 4. \| Alena Amialiusik \| Canyon-SRAM Racing \| + 40s \| \| \| 5. \| Omer Shapira \| Canyon-SRAM Racing \| + 44s \| \| \| 6. \| Ashleigh Moolman Pasio \| CCC-Liv \| + 45s \| \| \| 7. \| Annemiek van Vleuten \| Mitchelton-Scott \| + 47s \| \| \| 8. \| Amanda Spratt \| Mitchelton-Scott \| + 52s \| \| \| 9. \| Lucy Kennedy \| Mitchelton-Scott \| + 59s \| \| \| 10. \| Anna van der Breggen \| Boels Dolmans \| + 1m04s \| \| |                        |                    |          |
| |                        |                    |          |
| |                        |                    |          |
| Classificação geral |                        |                    |          |
| Ciclista | Ciclista               | Equipe             | Tempo    |
| 1. | Katarzyna Niewiadoma   | Canyon-SRAM Racing | 8h07m20s |
| 2. | Cecilie Uttrup Ludwig  | Bigla              | + 20s    |
| 3. | Marianne Vos           | CCC-Liv            | + 25s    |
| 4. | Alena Amialiusik       | Canyon-SRAM Racing | + 40s    |
| 5. | Omer Shapira           | Canyon-SRAM Racing | + 44s    |
| 6. | Ashleigh Moolman Pasio | CCC-Liv            | + 45s    |
| 7. | Annemiek van Vleuten   | Mitchelton-Scott   | + 47s    |
| 8. | Amanda Spratt          | Mitchelton-Scott   | + 52s    |
| 9. | Lucy Kennedy           | Mitchelton-Scott   | + 59s    |
| 10. | Anna van der Breggen   | Boels Dolmans      | + 1m04s  |

### 5.ª etapa
| Ponte in Valtellina - Gavia Pass | alta montanha | (100,7 km) |

| \| Classificação por etapas \| Classificação por etapas \| Classificação por etapas \| Classificação por etapas \| Classificação por etapas \| \| Ciclista \| Ciclista \| Equipe \| Tempo \| \| \| ------------------------ \| ------------------------ \| ------------------------ \| ------------------------ \| ------------------------ \| \| 1. \| Annemiek van Vleuten \| Mitchelton-Scott \| 3h09m47s \| \| \| 2. \| Lucinda Brand \| Sunweb \| + 2m57s \| \| \| 3. \| Katarzyna Niewiadoma \| Canyon-SRAM Racing \| + 2m57s \| \| \| 4. \| Soraya Paladin \| Alé Cipollini \| + 2m57s \| \| \| 5. \| Amanda Spratt \| Mitchelton-Scott \| + 2m57s \| \| \| 6. \| Anna van der Breggen \| Boels Dolmans \| + 2m57s \| \| \| 7. \| Ashleigh Moolman Pasio \| CCC-Liv \| + 2m57s \| \| \| 8. \| Erica Magnaldi \| WNT-Rotor Pro Cycling \| + 2m57s \| \| \| 9. \| Elisa Longo Borghini \| Trek-Segafredo \| + 2m57s \| \| \| 10. \| Demi Vollering \| Parkhotel Valkenburg \| + 3m25s \| \| |                        |                       |          |
| |                        |                       |          |
| |                        |                       |          |
| Classificação por etapas |                        |                       |          |
| Ciclista | Ciclista               | Equipe                | Tempo    |
| 1. | Annemiek van Vleuten   | Mitchelton-Scott      | 3h09m47s |
| 2. | Lucinda Brand          | Sunweb                | + 2m57s  |
| 3. | Katarzyna Niewiadoma   | Canyon-SRAM Racing    | + 2m57s  |
| 4. | Soraya Paladin         | Alé Cipollini         | + 2m57s  |
| 5. | Amanda Spratt          | Mitchelton-Scott      | + 2m57s  |
| 6. | Anna van der Breggen   | Boels Dolmans         | + 2m57s  |
| 7. | Ashleigh Moolman Pasio | CCC-Liv               | + 2m57s  |
| 8. | Erica Magnaldi         | WNT-Rotor Pro Cycling | + 2m57s  |
| 9. | Elisa Longo Borghini   | Trek-Segafredo        | + 2m57s  |
| 10. | Demi Vollering         | Parkhotel Valkenburg  | + 3m25s  |

| \| Classificação geral \| Classificação geral \| Classificação geral \| Classificação geral \| Classificação geral \| \| Ciclista \| Ciclista \| Equipe \| Tempo \| \| \| ------------------- \| ---------------------- \| --------------------- \| ------------------- \| ------------------- \| \| 1. \| Annemiek van Vleuten \| Mitchelton-Scott \| 11h17m44s \| \| \| 2. \| Katarzyna Niewiadoma \| Canyon-SRAM Racing \| + 2m16s \| \| \| 3. \| Ashleigh Moolman Pasio \| CCC-Liv \| + 3m05s \| \| \| 4. \| Amanda Spratt \| Mitchelton-Scott \| + 3m12s \| \| \| 5. \| Anna van der Breggen \| Boels Dolmans \| + 3m24s \| \| \| 6. \| Lucinda Brand \| Sunweb \| + 3m27s \| \| \| 7. \| Elisa Longo Borghini \| Trek-Segafredo \| + 3m59s \| \| \| 8. \| Katie Hall \| Boels Dolmans \| + 4m04s \| \| \| 9. \| Erica Magnaldi \| WNT-Rotor Pro Cycling \| + 4m10s \| \| \| 10. \| Juliette Labous \| Sunweb \| + 4m26s \| \| |                        |                       |           |
| |                        |                       |           |
| |                        |                       |           |
| Classificação geral |                        |                       |           |
| Ciclista | Ciclista               | Equipe                | Tempo     |
| 1. | Annemiek van Vleuten   | Mitchelton-Scott      | 11h17m44s |
| 2. | Katarzyna Niewiadoma   | Canyon-SRAM Racing    | + 2m16s   |
| 3. | Ashleigh Moolman Pasio | CCC-Liv               | + 3m05s   |
| 4. | Amanda Spratt          | Mitchelton-Scott      | + 3m12s   |
| 5. | Anna van der Breggen   | Boels Dolmans         | + 3m24s   |
| 6. | Lucinda Brand          | Sunweb                | + 3m27s   |
| 7. | Elisa Longo Borghini   | Trek-Segafredo        | + 3m59s   |
| 8. | Katie Hall             | Boels Dolmans         | + 4m04s   |
| 9. | Erica Magnaldi         | WNT-Rotor Pro Cycling | + 4m10s   |
| 10. | Juliette Labous        | Sunweb                | + 4m26s   |

### 6.ª etapa
| Chiuro - Teglio | contrarrelógio individual | (12,1 km) |

| \| Classificação por etapas \| Classificação por etapas \| Classificação por etapas \| Classificação por etapas \| Classificação por etapas \| \| Ciclista \| Ciclista \| Equipe \| Tempo \| \| \| ------------------------ \| ------------------------ \| ------------------------ \| ------------------------ \| ------------------------ \| \| 1. \| Annemiek van Vleuten \| Mitchelton-Scott \| 24m31s \| \| \| 2. \| Anna van der Breggen \| Boels Dolmans \| + 53s \| \| \| 3. \| Elisa Longo Borghini \| Trek-Segafredo \| + 1m48s \| \| \| 4. \| Lucinda Brand \| Sunweb \| + 1m50s \| \| \| 5. \| Juliette Labous \| Sunweb \| + 1m54s \| \| \| 6. \| Katarzyna Niewiadoma \| Canyon-SRAM Racing \| + 2m01s \| \| \| 7. \| Katie Hall \| Boels Dolmans \| + 2m04s \| \| \| 8. \| Amanda Spratt \| Mitchelton-Scott \| + 2m09s \| \| \| 9. \| Tayler Wiles \| Trek-Segafredo \| + 2m22s \| \| \| 10. \| Erica Magnaldi \| WNT-Rotor Pro Cycling \| + 2m24s \| \| |                      |                       |         |
| |                      |                       |         |
| |                      |                       |         |
| Classificação por etapas |                      |                       |         |
| Ciclista | Ciclista             | Equipe                | Tempo   |
| 1. | Annemiek van Vleuten | Mitchelton-Scott      | 24m31s  |
| 2. | Anna van der Breggen | Boels Dolmans         | + 53s   |
| 3. | Elisa Longo Borghini | Trek-Segafredo        | + 1m48s |
| 4. | Lucinda Brand        | Sunweb                | + 1m50s |
| 5. | Juliette Labous      | Sunweb                | + 1m54s |
| 6. | Katarzyna Niewiadoma | Canyon-SRAM Racing    | + 2m01s |
| 7. | Katie Hall           | Boels Dolmans         | + 2m04s |
| 8. | Amanda Spratt        | Mitchelton-Scott      | + 2m09s |
| 9. | Tayler Wiles         | Trek-Segafredo        | + 2m22s |
| 10. | Erica Magnaldi       | WNT-Rotor Pro Cycling | + 2m24s |

| \| Classificação geral \| Classificação geral \| Classificação geral \| Classificação geral \| Classificação geral \| \| Ciclista \| Ciclista \| Equipe \| Tempo \| \| \| ------------------- \| ---------------------- \| --------------------- \| ------------------- \| ------------------- \| \| 1. \| Annemiek van Vleuten \| Mitchelton-Scott \| 11h42m15s \| \| \| 2. \| Katarzyna Niewiadoma \| Canyon-SRAM Racing \| + 4m17s \| \| \| 3. \| Anna van der Breggen \| Boels Dolmans \| + 4m17s \| \| \| 4. \| Lucinda Brand \| Sunweb \| + 5m17s \| \| \| 5. \| Amanda Spratt \| Mitchelton-Scott \| + 5m21s \| \| \| 6. \| Elisa Longo Borghini \| Trek-Segafredo \| + 5m47s \| \| \| 7. \| Katie Hall \| Boels Dolmans \| + 6m08s \| \| \| 8. \| Juliette Labous \| Sunweb \| + 6m20s \| \| \| 9. \| Ashleigh Moolman Pasio \| CCC-Liv \| + 6m33s \| \| \| 10. \| Erica Magnaldi \| WNT-Rotor Pro Cycling \| + 6m34s \| \| |                        |                       |           |
| |                        |                       |           |
| |                        |                       |           |
| Classificação geral |                        |                       |           |
| Ciclista | Ciclista               | Equipe                | Tempo     |
| 1. | Annemiek van Vleuten   | Mitchelton-Scott      | 11h42m15s |
| 2. | Katarzyna Niewiadoma   | Canyon-SRAM Racing    | + 4m17s   |
| 3. | Anna van der Breggen   | Boels Dolmans         | + 4m17s   |
| 4. | Lucinda Brand          | Sunweb                | + 5m17s   |
| 5. | Amanda Spratt          | Mitchelton-Scott      | + 5m21s   |
| 6. | Elisa Longo Borghini   | Trek-Segafredo        | + 5m47s   |
| 7. | Katie Hall             | Boels Dolmans         | + 6m08s   |
| 8. | Juliette Labous        | Sunweb                | + 6m20s   |
| 9. | Ashleigh Moolman Pasio | CCC-Liv               | + 6m33s   |
| 10. | Erica Magnaldi         | WNT-Rotor Pro Cycling | + 6m34s   |

### 7.ª etapa
| Cornedo Vicentino - Fara Vicentino | etapa escarpada | (128,3 km) |

| \| Classificação por etapas \| Classificação por etapas \| Classificação por etapas \| Classificação por etapas \| Classificação por etapas \| \| Ciclista \| Ciclista \| Equipe \| Tempo \| \| \| ------------------------ \| ------------------------ \| ------------------------ \| ------------------------ \| ------------------------ \| \| 1. \| Marianne Vos \| CCC-Liv \| 3h19m33s \| \| \| 2. \| Anna van der Breggen \| Boels Dolmans \| + 0s \| \| \| 3. \| Elisa Longo Borghini \| Trek-Segafredo \| + 3s \| \| \| 4. \| Annemiek van Vleuten \| Mitchelton-Scott \| + 3s \| \| \| 5. \| Demi Vollering \| Parkhotel Valkenburg \| + 9s \| \| \| 6. \| Soraya Paladin \| Alé Cipollini \| + 9s \| \| \| 7. \| Katarzyna Niewiadoma \| Canyon-SRAM Racing \| + 9s \| \| \| 8. \| Ashleigh Moolman Pasio \| CCC-Liv \| + 9s \| \| \| 9. \| Ane Santesteban \| WNT-Rotor Pro Cycling \| + 9s \| \| \| 10. \| Amanda Spratt \| Mitchelton-Scott \| + 12s \| \| |                        |                       |          |
| |                        |                       |          |
| |                        |                       |          |
| Classificação por etapas |                        |                       |          |
| Ciclista | Ciclista               | Equipe                | Tempo    |
| 1. | Marianne Vos           | CCC-Liv               | 3h19m33s |
| 2. | Anna van der Breggen   | Boels Dolmans         | + 0s     |
| 3. | Elisa Longo Borghini   | Trek-Segafredo        | + 3s     |
| 4. | Annemiek van Vleuten   | Mitchelton-Scott      | + 3s     |
| 5. | Demi Vollering         | Parkhotel Valkenburg  | + 9s     |
| 6. | Soraya Paladin         | Alé Cipollini         | + 9s     |
| 7. | Katarzyna Niewiadoma   | Canyon-SRAM Racing    | + 9s     |
| 8. | Ashleigh Moolman Pasio | CCC-Liv               | + 9s     |
| 9. | Ane Santesteban        | WNT-Rotor Pro Cycling | + 9s     |
| 10. | Amanda Spratt          | Mitchelton-Scott      | + 12s    |

| \| Classificação geral \| Classificação geral \| Classificação geral \| Classificação geral \| Classificação geral \| \| Ciclista \| Ciclista \| Equipe \| Tempo \| \| \| ------------------- \| ---------------------- \| --------------------- \| ------------------- \| ------------------- \| \| 1. \| Annemiek van Vleuten \| Mitchelton-Scott \| 18h43m01s \| \| \| 2. \| Anna van der Breggen \| Boels Dolmans \| + 4m11s \| \| \| 3. \| Katarzyna Niewiadoma \| Canyon-SRAM Racing \| + 4m26s \| \| \| 4. \| Lucinda Brand \| Sunweb \| + 5m26s \| \| \| 5. \| Amanda Spratt \| Mitchelton-Scott \| + 5m33s \| \| \| 6. \| Elisa Longo Borghini \| Trek-Segafredo \| + 5m46s \| \| \| 7. \| Soraya Paladin \| Alé Cipollini \| + 6m06s \| \| \| 8. \| Katie Hall \| Boels Dolmans \| + 6m23s \| \| \| 9. \| Ashleigh Moolman Pasio \| CCC-Liv \| + 6m42s \| \| \| 10. \| Erica Magnaldi \| WNT-Rotor Pro Cycling \| + 6m49s \| \| |                        |                       |           |
| |                        |                       |           |
| |                        |                       |           |
| Classificação geral |                        |                       |           |
| Ciclista | Ciclista               | Equipe                | Tempo     |
| 1. | Annemiek van Vleuten   | Mitchelton-Scott      | 18h43m01s |
| 2. | Anna van der Breggen   | Boels Dolmans         | + 4m11s   |
| 3. | Katarzyna Niewiadoma   | Canyon-SRAM Racing    | + 4m26s   |
| 4. | Lucinda Brand          | Sunweb                | + 5m26s   |
| 5. | Amanda Spratt          | Mitchelton-Scott      | + 5m33s   |
| 6. | Elisa Longo Borghini   | Trek-Segafredo        | + 5m46s   |
| 7. | Soraya Paladin         | Alé Cipollini         | + 6m06s   |
| 8. | Katie Hall             | Boels Dolmans         | + 6m23s   |
| 9. | Ashleigh Moolman Pasio | CCC-Liv               | + 6m42s   |
| 10. | Erica Magnaldi         | WNT-Rotor Pro Cycling | + 6m49s   |

### 8.ª etapa
| Vittorio Veneto - Maniago | alta montanha | (133,3 km) |

| \| Classificação por etapas \| Classificação por etapas \| Classificação por etapas \| Classificação por etapas \| Classificação por etapas \| \| Ciclista \| Ciclista \| Equipe \| Tempo \| \| \| ------------------------ \| ------------------------ \| ---------------------------------- \| ------------------------ \| ------------------------ \| \| 1. \| Elizabeth Banks \| Bigla \| 3h38m17s \| \| \| 2. \| Leah Thomas \| Bigla \| + 30s \| \| \| 3. \| Soraya Paladin \| Alé Cipollini \| + 30s \| \| \| 4. \| Małgorzata Jasińska \| Movistar Team \| + 30s \| \| \| 5. \| Sofie De Vuyst \| Parkhotel Valkenburg \| + 30s \| \| \| 6. \| Kathrin Hammes \| WNT-Rotor Pro Cycling \| + 30s \| \| \| 7. \| Pauliena Rooijakkers \| CCC-Liv \| + 30s \| \| \| 8. \| Shara Marche \| FDJ-Nouvelle Aquitaine-Futuroscope \| + 30s \| \| \| 9. \| Ruth Winder \| Trek-Segafredo \| + 30s \| \| \| 10. \| Alice Maria Arzuffi \| Valcar Cylance \| + 30s \| \| |                      |                                    |          |
| |                      |                                    |          |
| |                      |                                    |          |
| Classificação por etapas |                      |                                    |          |
| Ciclista | Ciclista             | Equipe                             | Tempo    |
| 1. | Elizabeth Banks      | Bigla                              | 3h38m17s |
| 2. | Leah Thomas          | Bigla                              | + 30s    |
| 3. | Soraya Paladin       | Alé Cipollini                      | + 30s    |
| 4. | Małgorzata Jasińska  | Movistar Team                      | + 30s    |
| 5. | Sofie De Vuyst       | Parkhotel Valkenburg               | + 30s    |
| 6. | Kathrin Hammes       | WNT-Rotor Pro Cycling              | + 30s    |
| 7. | Pauliena Rooijakkers | CCC-Liv                            | + 30s    |
| 8. | Shara Marche         | FDJ-Nouvelle Aquitaine-Futuroscope | + 30s    |
| 9. | Ruth Winder          | Trek-Segafredo                     | + 30s    |
| 10. | Alice Maria Arzuffi  | Valcar Cylance                     | + 30s    |

| \| Classificação geral \| Classificação geral \| Classificação geral \| Classificação geral \| Classificação geral \| \| Ciclista \| Ciclista \| Equipe \| Tempo \| \| \| ------------------- \| ---------------------- \| --------------------- \| ------------------- \| ------------------- \| \| 1. \| Annemiek van Vleuten \| Mitchelton-Scott \| 18h43m01s \| \| \| 2. \| Anna van der Breggen \| Boels Dolmans \| + 4m11s \| \| \| 3. \| Katarzyna Niewiadoma \| Canyon-SRAM Racing \| + 4m26s \| \| \| 4. \| Lucinda Brand \| Sunweb \| + 5m26s \| \| \| 5. \| Amanda Spratt \| Mitchelton-Scott \| + 5m33s \| \| \| 6. \| Elisa Longo Borghini \| Trek-Segafredo \| + 5m46s \| \| \| 7. \| Soraya Paladin \| Alé Cipollini \| + 6m06s \| \| \| 8. \| Katie Hall \| Boels Dolmans \| + 6m23s \| \| \| 9. \| Ashleigh Moolman Pasio \| CCC-Liv \| + 6m42s \| \| \| 10. \| Erica Magnaldi \| WNT-Rotor Pro Cycling \| + 6m49s \| \| |                        |                       |           |
| |                        |                       |           |
| |                        |                       |           |
| Classificação geral |                        |                       |           |
| Ciclista | Ciclista               | Equipe                | Tempo     |
| 1. | Annemiek van Vleuten   | Mitchelton-Scott      | 18h43m01s |
| 2. | Anna van der Breggen   | Boels Dolmans         | + 4m11s   |
| 3. | Katarzyna Niewiadoma   | Canyon-SRAM Racing    | + 4m26s   |
| 4. | Lucinda Brand          | Sunweb                | + 5m26s   |
| 5. | Amanda Spratt          | Mitchelton-Scott      | + 5m33s   |
| 6. | Elisa Longo Borghini   | Trek-Segafredo        | + 5m46s   |
| 7. | Soraya Paladin         | Alé Cipollini         | + 6m06s   |
| 8. | Katie Hall             | Boels Dolmans         | + 6m23s   |
| 9. | Ashleigh Moolman Pasio | CCC-Liv               | + 6m42s   |
| 10. | Erica Magnaldi         | WNT-Rotor Pro Cycling | + 6m49s   |

### 9.ª etapa
| Gemona del Friuli - Chiusaforte | alta montanha | (125,5 km) |

| \| Classificação por etapas \| Classificação por etapas \| Classificação por etapas \| Classificação por etapas \| Classificação por etapas \| \| Ciclista \| Ciclista \| Equipe \| Tempo \| \| \| ------------------------ \| ------------------------ \| ------------------------ \| ------------------------ \| ------------------------ \| \| 1. \| Anna van der Breggen \| Boels Dolmans \| 3h26m27s \| \| \| 2. \| Annemiek van Vleuten \| Mitchelton-Scott \| + 17s \| \| \| 3. \| Ashleigh Moolman Pasio \| CCC-Liv \| + 1m38s \| \| \| 4. \| Amanda Spratt \| Mitchelton-Scott \| + 1m38s \| \| \| 5. \| Katie Hall \| Boels Dolmans \| + 1m57s \| \| \| 6. \| Demi Vollering \| Parkhotel Valkenburg \| + 2m51s \| \| \| 7. \| Ane Santesteban \| WNT-Rotor Pro Cycling \| + 2m51s \| \| \| 8. \| Erica Magnaldi \| WNT-Rotor Pro Cycling \| + 2m53s \| \| \| 9. \| Elisa Longo Borghini \| Trek-Segafredo \| + 2m55s \| \| \| 10. \| Juliette Labous \| Sunweb \| + 3m10s \| \| |                        |                       |          |
| |                        |                       |          |
| |                        |                       |          |
| Classificação por etapas |                        |                       |          |
| Ciclista | Ciclista               | Equipe                | Tempo    |
| 1. | Anna van der Breggen   | Boels Dolmans         | 3h26m27s |
| 2. | Annemiek van Vleuten   | Mitchelton-Scott      | + 17s    |
| 3. | Ashleigh Moolman Pasio | CCC-Liv               | + 1m38s  |
| 4. | Amanda Spratt          | Mitchelton-Scott      | + 1m38s  |
| 5. | Katie Hall             | Boels Dolmans         | + 1m57s  |
| 6. | Demi Vollering         | Parkhotel Valkenburg  | + 2m51s  |
| 7. | Ane Santesteban        | WNT-Rotor Pro Cycling | + 2m51s  |
| 8. | Erica Magnaldi         | WNT-Rotor Pro Cycling | + 2m53s  |
| 9. | Elisa Longo Borghini   | Trek-Segafredo        | + 2m55s  |
| 10. | Juliette Labous        | Sunweb                | + 3m10s  |

| \| Classificação geral \| Classificação geral \| Classificação geral \| Classificação geral \| Classificação geral \| \| Ciclista \| Ciclista \| Equipe \| Tempo \| \| \| ------------------- \| ---------------------- \| --------------------- \| ------------------- \| ------------------- \| \| 1. \| Annemiek van Vleuten \| Mitchelton-Scott \| 22h09m39s \| \| \| 2. \| Anna van der Breggen \| Boels Dolmans \| + 3m50s \| \| \| 3. \| Amanda Spratt \| Mitchelton-Scott \| + 7m00s \| \| \| 4. \| Ashleigh Moolman Pasio \| CCC-Liv \| + 8m05s \| \| \| 5. \| Katie Hall \| Boels Dolmans \| + 8m09s \| \| \| 6. \| Katarzyna Niewiadoma \| Canyon-SRAM Racing \| + 8m10s \| \| \| 7. \| Lucinda Brand \| Sunweb \| + 8m25s \| \| \| 8. \| Elisa Longo Borghini \| Trek-Segafredo \| + 8m30s \| \| \| 9. \| Soraya Paladin \| Alé Cipollini \| + 9m26s \| \| \| 10. \| Erica Magnaldi \| WNT-Rotor Pro Cycling \| + 9m31s \| \| |                        |                       |           |
| |                        |                       |           |
| |                        |                       |           |
| Classificação geral |                        |                       |           |
| Ciclista | Ciclista               | Equipe                | Tempo     |
| 1. | Annemiek van Vleuten   | Mitchelton-Scott      | 22h09m39s |
| 2. | Anna van der Breggen   | Boels Dolmans         | + 3m50s   |
| 3. | Amanda Spratt          | Mitchelton-Scott      | + 7m00s   |
| 4. | Ashleigh Moolman Pasio | CCC-Liv               | + 8m05s   |
| 5. | Katie Hall             | Boels Dolmans         | + 8m09s   |
| 6. | Katarzyna Niewiadoma   | Canyon-SRAM Racing    | + 8m10s   |
| 7. | Lucinda Brand          | Sunweb                | + 8m25s   |
| 8. | Elisa Longo Borghini   | Trek-Segafredo        | + 8m30s   |
| 9. | Soraya Paladin         | Alé Cipollini         | + 9m26s   |
| 10. | Erica Magnaldi         | WNT-Rotor Pro Cycling | + 9m31s   |

### 10.ª etapa
| San Vito al Tagliamento - Udine | etapa escarpada | (120 km) |

| \| Classificação por etapas \| Classificação por etapas \| Classificação por etapas \| Classificação por etapas \| Classificação por etapas \| \| Ciclista \| Ciclista \| Equipe \| Tempo \| \| \| ------------------------ \| ------------------------ \| --------------------------- \| ------------------------ \| ------------------------ \| \| 1. \| Marianne Vos \| CCC-Liv \| 2h51m45s \| \| \| 2. \| Lucinda Brand \| Sunweb \| + 1s \| \| \| 3. \| Lotte Kopecky \| Lotto Soudal Ladies \| + 1s \| \| \| 4. \| Soraya Paladin \| Alé Cipollini \| + 4s \| \| \| 5. \| Katarzyna Niewiadoma \| Canyon-SRAM Racing \| + 4s \| \| \| 6. \| Ashleigh Moolman Pasio \| CCC-Liv \| + 6s \| \| \| 7. \| Elisa Longo Borghini \| Trek-Segafredo \| + 7s \| \| \| 8. \| Demi Vollering \| Parkhotel Valkenburg \| + 9s \| \| \| 9. \| Rasa Leleivytė \| Aromitalia Vaiano \| + 9s \| \| \| 10. \| Arianna Fidanza \| Eurotarget-Bianchi-Vitasana \| + 10s \| \| |                        |                             |          |
| |                        |                             |          |
| |                        |                             |          |
| Classificação por etapas |                        |                             |          |
| Ciclista | Ciclista               | Equipe                      | Tempo    |
| 1. | Marianne Vos           | CCC-Liv                     | 2h51m45s |
| 2. | Lucinda Brand          | Sunweb                      | + 1s     |
| 3. | Lotte Kopecky          | Lotto Soudal Ladies         | + 1s     |
| 4. | Soraya Paladin         | Alé Cipollini               | + 4s     |
| 5. | Katarzyna Niewiadoma   | Canyon-SRAM Racing          | + 4s     |
| 6. | Ashleigh Moolman Pasio | CCC-Liv                     | + 6s     |
| 7. | Elisa Longo Borghini   | Trek-Segafredo              | + 7s     |
| 8. | Demi Vollering         | Parkhotel Valkenburg        | + 9s     |
| 9. | Rasa Leleivytė         | Aromitalia Vaiano           | + 9s     |
| 10. | Arianna Fidanza        | Eurotarget-Bianchi-Vitasana | + 10s    |

## Classificações finais
As classificações finalizaram da seguinte forma:

### Classificação geral(Maglia Rosa)
| \| Classificação geral \| Classificação geral \| Classificação geral \| Classificação geral \| Classificação geral \| \| Ciclista \| Ciclista \| Equipe \| Tempo \| \| \| ------------------- \| ---------------------- \| --------------------- \| ------------------- \| ------------------- \| \| 1. \| Annemiek van Vleuten \| Mitchelton-Scott \| 25h01m41s \| \| \| 2. \| Anna van der Breggen \| Boels Dolmans \| + 3m45s \| \| \| 3. \| Amanda Spratt \| Mitchelton-Scott \| + 6m55s \| \| \| 4. \| Ashleigh Moolman Pasio \| CCC-Liv \| + 7m54s \| \| \| 5. \| Katarzyna Niewiadoma \| Canyon-SRAM Racing \| + 7m57s \| \| \| 6. \| Lucinda Brand \| Sunweb \| + 8m01s \| \| \| 7. \| Katie Hall \| Boels Dolmans \| + 8m16s \| \| \| 8. \| Elisa Longo Borghini \| Trek-Segafredo \| + 8m19s \| \| \| 9. \| Soraya Paladin \| Alé Cipollini \| + 9m13s \| \| \| 10. \| Erica Magnaldi \| WNT-Rotor Pro Cycling \| + 9m31s \| \| |                        |                       |           |
| |                        |                       |           |
| Fonte: ProCyclingStats |                        |                       |           |
| Classificação geral |                        |                       |           |
| Ciclista | Ciclista               | Equipe                | Tempo     |
| 1. | Annemiek van Vleuten   | Mitchelton-Scott      | 25h01m41s |
| 2. | Anna van der Breggen   | Boels Dolmans         | + 3m45s   |
| 3. | Amanda Spratt          | Mitchelton-Scott      | + 6m55s   |
| 4. | Ashleigh Moolman Pasio | CCC-Liv               | + 7m54s   |
| 5. | Katarzyna Niewiadoma   | Canyon-SRAM Racing    | + 7m57s   |
| 6. | Lucinda Brand          | Sunweb                | + 8m01s   |
| 7. | Katie Hall             | Boels Dolmans         | + 8m16s   |
| 8. | Elisa Longo Borghini   | Trek-Segafredo        | + 8m19s   |
| 9. | Soraya Paladin         | Alé Cipollini         | + 9m13s   |
| 10. | Erica Magnaldi         | WNT-Rotor Pro Cycling | + 9m31s   |

### Classificação por pontos(Maglia Ciclamino)
| Classificação por pontos | Classificação por pontos | Classificação por pontos | Classificação por pontos | Classificação por pontos |
| Ciclista                 | Ciclista                 | Equipe                   | Pontos                   |                          |
| ------------------------ | ------------------------ | ------------------------ | ------------------------ | ------------------------ |
| 1.                       | Annemiek van Vleuten     | Mitchelton-Scott         | 74 pts                   |                          |
| 2.                       | Marianne Vos             | CCC-Liv                  | 68 pts                   |                          |
| 3.                       | Anna van der Breggen     | Boels Dolmans            | 54 pts                   |                          |
| 4.                       | Lucinda Brand            | Sunweb                   | 47 pts                   |                          |
| 5.                       | Soraya Paladin           | Alé Cipollini            | 46 pts                   |                          |
| 6.                       | Elisa Longo Borghini     | Trek-Segafredo           | 30 pts                   |                          |
| 7.                       | Ashleigh Moolman Pasio   | CCC-Liv                  | 28 pts                   |                          |
| 8.                       | Katarzyna Niewiadoma     | Canyon-SRAM Racing       | 28 pts                   |                          |
| 9.                       | Amanda Spratt            | Mitchelton-Scott         | 23 pts                   |                          |
| 10.                      | Demi Vollering           | Parkhotel Valkenburg     | 16 pts                   |                          |

### Classificação da montanha(Maglia Verde)
| Classificação da montanha | Classificação da montanha | Classificação da montanha | Classificação da montanha | Classificação da montanha |
| Ciclista                  | Ciclista                  | Equipe                    | Pontos                    |                           |
| ------------------------- | ------------------------- | ------------------------- | ------------------------- | ------------------------- |
| 1.                        | Annemiek van Vleuten      | Mitchelton-Scott          | 47 pts                    |                           |
| 2.                        | Amanda Spratt             | Mitchelton-Scott          | 29 pts                    |                           |
| 3.                        | Sofie De Vuyst            | Parkhotel Valkenburg      | 22 pts                    |                           |
| 4.                        | Ashleigh Moolman Pasio    | CCC-Liv                   | 20 pts                    |                           |
| 5.                        | Anna van der Breggen      | Boels Dolmans             | 14 pts                    |                           |
| 6.                        | Katarzyna Niewiadoma      | Canyon-SRAM Racing        | 14 pts                    |                           |
| 7.                        | Soraya Paladin            | Alé Cipollini             | 12 pts                    |                           |
| 8.                        | Lucinda Brand             | Sunweb                    | 12 pts                    |                           |
| 9.                        | Marianne Vos              | CCC-Liv                   | 10 pts                    |                           |
| 10.                       | Elisa Longo Borghini      | Trek-Segafredo            | 10 pts                    |                           |

### Classificação das jovens(Maglia Bianca)
| Classificação dos jovens | Classificação dos jovens | Classificação dos jovens           | Classificação dos jovens | Classificação dos jovens |
| Ciclista                 | Ciclista                 | Equipe                             | Tempo                    |                          |
| ------------------------ | ------------------------ | ---------------------------------- | ------------------------ | ------------------------ |
| 1.                       | Juliette Labous          | Sunweb                             | 25h11m32s                |                          |
| 2.                       | Paula Patiño             | Movistar Team                      | + 7m50s                  |                          |
| 3.                       | Évita Muzic              | FDJ-Nouvelle Aquitaine-Futuroscope | + 10m36s                 |                          |
| 4.                       | Katia Ragusa             | Bepink                             | + 12m40s                 |                          |
| 5.                       | Mikayla Harvey           | Bigla                              | + 16m19s                 |                          |
| 6.                       | Nikola Nosková           | Bigla                              | + 20m31s                 |                          |
| 7.                       | Elena Pirrone            | Valcar Cylance                     | + 22m59s                 |                          |
| 8.                       | Nina Buysman             | Parkhotel Valkenburg               | + 27m13s                 |                          |
| 9.                       | Marta Lach               | CCC-Liv                            | + 35m42s                 |                          |
| 10.                      | Nadia Quagliotto         | Alé Cipollini                      | + 41m46s                 |                          |

### Classificação por equipas
| Classificação por equipes | Classificação por equipes   | Classificação por equipes | Classificação por equipes |
| Equipe                    | Equipe                      | Tempo                     |                           |
| ------------------------- | --------------------------- | ------------------------- | ------------------------- |
| 1.                        | WNT-Rotor Pro Cycling       | 74h31m45s                 |                           |
| 2.                        | Mitchelton-Scott            | + 21s                     |                           |
| 3.                        | Canyon-SRAM Racing          | + 12m52s                  |                           |
| 4.                        | Bigla                       | + 13m12s                  |                           |
| 5.                        | Sunweb Women                | + 14m42s                  |                           |
| 6.                        | Boels Dolmans               | + 20m12s                  |                           |
| 7.                        | CCC-Liv                     | + 23m07s                  |                           |
| 8.                        | Parkhotel Valkenburg-Destil | + 23m54s                  |                           |
| 9.                        | Trek-Segafredo              | + 34m27s                  |                           |
| 10.                       | Movistar Team               | + 47m12s                  |                           |

## Evolução das classificações
| Etapa                 | Vencedora             | Classificação geral  | Classificação por pontos | Classificação da montanha | Classificação das jovens | Classificação da melhor italiana | Classificação por equipas |
| --------------------- | --------------------- | -------------------- | ------------------------ | ------------------------- | ------------------------ | -------------------------------- | ------------------------- |
| 1.ª                   | Canyon SRAM Racing    | Katarzyna Niewiadoma | não se entregou          | não se entregou           | Mikayla Harvey           | Elisa Longo Borghini             | Canyon SRAM Racing        |
| 2.ª                   | Marianne Vos          | Katarzyna Niewiadoma | Marianne Vos             | Sofie De Vuyst            | Juliette Labous          | Elisa Longo Borghini             | Canyon SRAM Racing        |
| 3.ª                   | Marianne Vos          | Katarzyna Niewiadoma | Marianne Vos             | Marianne Vos              | Juliette Labous          | Elisa Longo Borghini             | Mitchelton-Scott          |
| 4.ª                   | Letizia Borghesi      | Katarzyna Niewiadoma | Marianne Vos             | Sofie De Vuyst            | Juliette Labous          | Elisa Longo Borghini             | Mitchelton-Scott          |
| 5.ª                   | Annemiek van Vleuten  | Annemiek van Vleuten | Annemiek van Vleuten     | Annemiek van Vleuten      | Juliette Labous          | Elisa Longo Borghini             | WNT-Rotor                 |
| 6.ª                   | Annemiek van Vleuten  | Annemiek van Vleuten | Annemiek van Vleuten     | Annemiek van Vleuten      | Juliette Labous          | Elisa Longo Borghini             | WNT-Rotor                 |
| 7.ª                   | Marianne Vos          | Annemiek van Vleuten | Annemiek van Vleuten     | Annemiek van Vleuten      | Juliette Labous          | Elisa Longo Borghini             | WNT-Rotor                 |
| 8.ª                   | Elizabeth Banks       | Annemiek van Vleuten | Annemiek van Vleuten     | Annemiek van Vleuten      | Juliette Labous          | Elisa Longo Borghini             | WNT-Rotor                 |
| 9.ª                   | Anna van der Breggen  | Annemiek van Vleuten | Annemiek van Vleuten     | Annemiek van Vleuten      | Juliette Labous          | Elisa Longo Borghini             | WNT-Rotor                 |
| 10.ª                  | Marianne Vos          | Annemiek van Vleuten | Annemiek van Vleuten     | Annemiek van Vleuten      | Juliette Labous          | Elisa Longo Borghini             | WNT-Rotor                 |
| Classificações finais | Classificações finais | Annemiek van Vleuten | Annemiek van Vleuten     | Annemiek van Vleuten      | Juliette Labous          | Elisa Longo Borghini             | WNT-Rotor                 |

## Ciclistas participantes e posições finais
| Mitchelton-Scott MTS | Mitchelton-Scott MTS             | Mitchelton-Scott MTS |
| -------------------- | -------------------------------- | -------------------- |
| Num                  | Ciclista                         | Pos                  |
| 1                    | Annemiek van Vleuten (NED) (CRI) | 1.                   |
| 2                    | Amanda Spratt (AUS)              | 3.                   |
| 3                    | Lucy Kennedy (AUS)               | 31.                  |
| 4                    | Grace Brown (AUS) (CRI)          | 93.                  |
| 5                    | Sarah Roy (AUS)                  | 106.                 |
| 6                    | Moniek Tenniglo (NED)            | 96.                  |

| Alé Cipollini ALE | Alé Cipollini ALE                  | Alé Cipollini ALE |
| ----------------- | ---------------------------------- | ----------------- |
| Num               | Ciclista                           | Pos               |
| 11                | Na Ah-reum (KOR)                   | 67.               |
| 12                | Nadia Quagliotto (ITA)             | 51.               |
| 13                | Romy Kasper (GER)                  | 75.               |
| 14                | Soraya Paladin (ITA)               | 9.                |
| 15                | Jelena Erić (SRB) (estrada e CRI)  | 78.               |
| 16                | Eri Yonamine (JPN) (estrada e CRI) | 74.               |

| Aromitalia Vaiano VAI | Aromitalia Vaiano VAI  | Aromitalia Vaiano VAI |
| --------------------- | ---------------------- | --------------------- |
| Num                   | Ciclista               | Pos                   |
| 21                    | Rasa Leleivytė (LTU)   | 72.                   |
| 22                    | Michela Balducci (ITA) | 91.                   |
| 23                    | Sofia Beggin (ITA)     | 109.                  |
| 24                    | Letizia Borghesi (ITA) | 66.                   |
| 25                    | Carmela Cipriani (ITA) | 63.                   |
| 26                    | Nicole Nesti (ITA)     | DNF                   |

| Conceria Zabri-Fanini CZG | Conceria Zabri-Fanini CZG | Conceria Zabri-Fanini CZG |
| ------------------------- | ------------------------- | ------------------------- |
| Num                       | Ciclista                  | Pos                       |
| 31                        | Basei Marzia Salton (ITA) | 122.                      |
| 32                        | Claudia Meucci (ITA)      | DNF-4                     |
| 33                        | Simona Bortolotti (ITA)   | 119.                      |
| 34                        | Leonora Geppi (ITA)       | DNF-8                     |
| 35                        | Lisa De Ranieri (ITA)     | 120.                      |
| 36                        | Silvia Folloni (ITA)      | DNF-4                     |

| Bepink BPK | Bepink BPK             | Bepink BPK |
| ---------- | ---------------------- | ---------- |
| Num        | Ciclista               | Pos        |
| 41         | Tatiana Guderzo (ITA)  | 30.        |
| 42         | Simona Frapporti (ITA) | DNF-7      |
| 43         | Silvia Valsecchi (ITA) | 95.        |
| 44         | Katia Ragusa (ITA)     | 28.        |
| 45         | Chiara Perini (ITA)    | 110.       |
| 46         | Nicole Steigenga (NED) | 103.       |

| Bigla BIG | Bigla BIG                   | Bigla BIG |
| --------- | --------------------------- | --------- |
| Num       | Ciclista                    | Pos       |
| 51        | Cecilie Uttrup Ludwig (DEN) | 14.       |
| 52        | Elizabeth Banks (GBR)       | 68.       |
| 53        | Leah Thomas (USA)           | 22.       |
| 54        | Elise Chabbey (SUI)         | 27.       |
| 55        | Mikayla Harvey (NZL)        | 32.       |
| 56        | Nikola Nosková (CZE)        | 35.       |

| Bizkaia-Durango BDP | Bizkaia-Durango BDP          | Bizkaia-Durango BDP |
| ------------------- | ---------------------------- | ------------------- |
| Num                 | Ciclista                     | Pos                 |
| 61                  | Nicole D'agostin (ITA)       | 87.                 |
| 62                  | Enara López Gallastegi (ESP) | 62.                 |
| 63                  | Lucía González Blanco (ESP)  | 94.                 |
| 64                  | Sandra Alonso (ESP)          | 112.                |
| 65                  | Cristina Martínez (ESP)      | 57.                 |
| 66                  | Natalie Grinczer (GBR)       | 69.                 |

| Boels Dolmans DLT | Boels Dolmans DLT                    | Boels Dolmans DLT |
| ----------------- | ------------------------------------ | ----------------- |
| Num               | Ciclista                             | Pos               |
| 71                | Anna van der Breggen (NED) (estrada) | 2.                |
| 72                | Chantal Blaak (NED)                  | DNF-7             |
| 73                | Karol-Ann Canuel (CAN) (estrada)     | 41.               |
| 74                | Katie Hall (USA)                     | 7.                |
| 75                | Amy Pieters (NED)                    | 55.               |
| 76                | Eva Buurman (NED)                    | 76.               |

| BTC City Ljubljana BTC | BTC City Ljubljana BTC              | BTC City Ljubljana BTC |
| ---------------------- | ----------------------------------- | ---------------------- |
| Num                    | Ciclista                            | Pos                    |
| 81                     | Eugenia Bujak (SLO) (estrada e CRI) | 59.                    |
| 82                     | Hanna Nilsson (SWE)                 | 34.                    |
| 83                     | Urška Žigart (SLO)                  | 50.                    |
| 84                     | Urša Pintar (SLO)                   | 43.                    |
| 85                     | Rossella Ratto (ITA)                | 83.                    |
| 86                     | Maaike Boogaard (NED)               | 84.                    |

| Canyon-SRAM Racing CSR | Canyon-SRAM Racing CSR       | Canyon-SRAM Racing CSR |
| ---------------------- | ---------------------------- | ---------------------- |
| Num                    | Ciclista                     | Pos                    |
| 91                     | Alena Amialiusik (BLR)       | 24.                    |
| 92                     | Hannah Barnes (GBR)          | 45.                    |
| 93                     | Omer Shapira (ISR) (estrada) | 21.                    |
| 94                     | Tiffany Cromwell (AUS)       | 58.                    |
| 95                     | Katarzyna Niewiadoma (POL)   | 5.                     |
| 96                     | Alexis Ryan (USA)            | 90.                    |

| CCC-Liv CCC | CCC-Liv CCC                            | CCC-Liv CCC |
| ----------- | -------------------------------------- | ----------- |
| Num         | Ciclista                               | Pos         |
| 101         | Ashleigh Moolman Pasio (RSA) (estrada) | 4.          |
| 102         | Marianne Vos (NED)                     | 20.         |
| 103         | Pauliena Rooijakkers (NED)             | 60.         |
| 104         | Jeanne Korevaar (NED)                  | 56.         |
| 105         | Marta Lach (POL)                       | 47.         |
| 106         | Riejanne Markus (NED)                  | 48.         |

| Cogeas-Mettler-Look Pro Cycling Team CGS | Cogeas-Mettler-Look Pro Cycling Team CGS | Cogeas-Mettler-Look Pro Cycling Team CGS |
| ---------------------------------------- | ---------------------------------------- | ---------------------------------------- |
| Num                                      | Ciclista                                 | Pos                                      |
| 111                                      | Deborah Paine (NZL)                      | 77.                                      |
| 112                                      | Anastasiia Pliaskina (RUS) (CRI)         | DNF-4                                    |
| 113                                      | Antri Christoforou (CYP) (estrada e CRI) | 88.                                      |
| 114                                      | Sari Saarelainen (FIN)                   | DNF-4                                    |
| 115                                      | Olga Deyko (RUS)                         | 121.                                     |
| 116                                      | Marina Uvarova (RUS)                     | NP-6                                     |

| Eurotarget-Bianchi-Vitasana SBT | Eurotarget-Bianchi-Vitasana SBT        | Eurotarget-Bianchi-Vitasana SBT |
| ------------------------------- | -------------------------------------- | ------------------------------- |
| Num                             | Ciclista                               | Pos                             |
| 121                             | Arianna Fidanza (ITA)                  | 65.                             |
| 122                             | Ana Maria Covrig (ROU) (estrada e CRI) | 111.                            |
| 123                             | Lisa Morzenti (ITA)                    | 89.                             |
| 124                             | Elena Franchi (ITA)                    | 18.                             |
| 125                             | Alice Gasparini (ITA)                  | 82.                             |
| 126                             | Clemilda Fernandes (BRA)               | DNF-4                           |

| FDJ-Nouvelle Aquitaine-Futuroscope FDJ | FDJ-Nouvelle Aquitaine-Futuroscope FDJ | FDJ-Nouvelle Aquitaine-Futuroscope FDJ |
| -------------------------------------- | -------------------------------------- | -------------------------------------- |
| Num                                    | Ciclista                               | Pos                                    |
| 131                                    | Shara Marche (AUS)                     | 33.                                    |
| 132                                    | Charlotte Becker (GER)                 | 73.                                    |
| 133                                    | Charlotte Bravard (FRA)                | DNF-8                                  |
| 134                                    | Victorie Guilman (FRA)                 | 80.                                    |
| 135                                    | Évita Muzic (FRA)                      | 26.                                    |
| 136                                    | Greta Richioud (FRA)                   | DNF-8                                  |

| Lotto Soudal Ladies LSL | Lotto Soudal Ladies LSL   | Lotto Soudal Ladies LSL |
| ----------------------- | ------------------------- | ----------------------- |
| Num                     | Ciclista                  | Pos                     |
| 141                     | Annelies Dom (BEL)        | 102.                    |
| 142                     | Lotte Kopecky (BEL) (CRI) | 86.                     |
| 143                     | Julie Van de Velde (BEL)  | 17.                     |
| 144                     | Kelly Van den Steen (BEL) | 52.                     |
| 145                     | Danique Braam (NED)       | 118.                    |
| 146                     | Dani Christmas (GBR)      | 104.                    |

| Movistar Team MOV | Movistar Team MOV              | Movistar Team MOV |
| ----------------- | ------------------------------ | ----------------- |
| Num               | Ciclista                       | Pos               |
| 151               | Aude Biannic (FRA)             | 71.               |
| 152               | Paula Patiño (COL)             | 23.               |
| 153               | Sheyla Gutiérrez (ESP) (CRI)   | 113.              |
| 154               | Małgorzata Jasińska (POL)      | 49.               |
| 155               | Eider Merino (ESP)             | 16.               |
| 156               | Gloria Rodríguez Sánchez (ESP) | DNF-5             |

| Parkhotel Valkenburg PHV | Parkhotel Valkenburg PHV | Parkhotel Valkenburg PHV |
| ------------------------ | ------------------------ | ------------------------ |
| Num                      | Ciclista                 | Pos                      |
| 161                      | Sofie De Vuyst (BEL)     | 15.                      |
| 162                      | Demi Vollering (NED)     | 13.                      |
| 163                      | Nina Buysman (NED)       | 38.                      |
| 164                      | Marit Raaijmakers (NED)  | 100.                     |
| 165                      | Esther van Veen (NED)    | 114.                     |
| 166                      | Sophie de Boer (NED)     | DNF-8                    |

| Servetto-Piumate-Beltrami TSA SER | Servetto-Piumate-Beltrami TSA SER     | Servetto-Piumate-Beltrami TSA SER |
| --------------------------------- | ------------------------------------- | --------------------------------- |
| Num                               | Ciclista                              | Pos                               |
| 171                               | Anna Potokina (RUS)                   | 53.                               |
| 172                               | Kseniya Dobrynina (RUS)               | 97.                               |
| 173                               | Yevheniya Vysotska (UKR)              | 79.                               |
| 174                               | Markéta Hájková (CZE)                 | 116.                              |
| 175                               | Aleksandra Goncharova (RUS) (estrada) | DNF-4                             |
| 176                               | Francesca Cauz (ITA)                  | DNF-4                             |

| Sunweb SUN | Sunweb SUN                 | Sunweb SUN |
| ---------- | -------------------------- | ---------- |
| Num        | Ciclista                   | Pos        |
| 181        | Lucinda Brand (NED)        | 6.         |
| 182        | Pernille Mathiesen (DEN)   | DNF-5      |
| 183        | Leah Kirchmann (CAN) (CRI) | 44.        |
| 184        | Juliette Labous (FRA)      | 11.        |
| 185        | Floortje Mackaij (NED)     | 39.        |
| 186        | Julia Soek (NED)           | 92.        |

| Virtu Cycling Women TVC | Virtu Cycling Women TVC | Virtu Cycling Women TVC |
| ----------------------- | ----------------------- | ----------------------- |
| Num                     | Ciclista                | Pos                     |
| 192                     | Anouska Koster (NED)    | 61.                     |
| 193                     | Birgitte Krogsgaard     | 81.                     |
| 194                     | Katrine Aalerud (NOR)   | 64.                     |
| 195                     | Sofia Bertizzolo (ITA)  | 54.                     |
| 196                     | Rachel Neylan (AUS)     | 46.                     |

| Top Girls Fassa Bortolo TOP | Top Girls Fassa Bortolo TOP | Top Girls Fassa Bortolo TOP |
| --------------------------- | --------------------------- | --------------------------- |
| Num                         | Ciclista                    | Pos                         |
| 201                         | Elisa Dalla Valle (ITA)     | 115.                        |
| 202                         | Elena Leonardi (ITA)        | DNF-4                       |
| 203                         | Greta Marturano (ITA)       | 101.                        |
| 204                         | Maja Perinovic (CRO)        | DNF-8                       |
| 205                         | Martina Stefani (ITA)       | DNF-2                       |
| 206                         | Laura Tomasi (ITA)          | DNF-7                       |

| Trek-Segafredo TFS | Trek-Segafredo TFS               | Trek-Segafredo TFS |
| ------------------ | -------------------------------- | ------------------ |
| Num                | Ciclista                         | Pos                |
| 211                | Audrey Cordon-Ragot (FRA)        | 99.                |
| 212                | Elisa Longo Borghini (ITA) (CRI) | 8.                 |
| 213                | Anna Plichta (POL) (CRI)         | 108.               |
| 214                | Tayler Wiles (USA)               | 37.                |
| 215                | Ruth Winder (USA) (estrada)      | 29.                |
| 216                | Trixi Worrack (GER)              | 105.               |

| Valcar Cylance VAL | Valcar Cylance VAL        | Valcar Cylance VAL |
| ------------------ | ------------------------- | ------------------ |
| Num                | Ciclista                  | Pos                |
| 221                | Alice Maria Arzuffi (ITA) | 25.                |
| 222                | Elena Pirrone (ITA)       | 36.                |
| 223                | Ilaria Sanguineti (ITA)   | 117.               |
| 224                | Asja Paladin (ITA)        | 40.                |
| 225                | Dalia Muccioli (ITA)      | 107.               |
| 226                | Alessia Vigilia (ITA)     | 85.                |

| WNT-Rotor Pro Cycling WNT | WNT-Rotor Pro Cycling WNT | WNT-Rotor Pro Cycling WNT |
| ------------------------- | ------------------------- | ------------------------- |
| Num                       | Ciclista                  | Pos                       |
| 231                       | Erica Magnaldi (ITA)      | 10.                       |
| 232                       | Lara Vieceli (ITA)        | 70.                       |
| 233                       | Ane Santesteban (ESP)     | 12.                       |
| 234                       | Kathrin Hammes (GER)      | 42.                       |
| 235                       | Janneke Ensing (NED)      | 19.                       |
| 236                       | Kirsten Wild (NED)        | 98.                       |

| Mitchelton-Scott MTS | Mitchelton-Scott MTS             | Mitchelton-Scott MTS |
| -------------------- | -------------------------------- | -------------------- |
| Num                  | Ciclista                         | Pos                  |
| 1                    | Annemiek van Vleuten (NED) (CRI) | 1.                   |
| 2                    | Amanda Spratt (AUS)              | 3.                   |
| 3                    | Lucy Kennedy (AUS)               | 31.                  |
| 4                    | Grace Brown (AUS) (CRI)          | 93.                  |
| 5                    | Sarah Roy (AUS)                  | 106.                 |
| 6                    | Moniek Tenniglo (NED)            | 96.                  |

| Alé Cipollini ALE | Alé Cipollini ALE                  | Alé Cipollini ALE |
| ----------------- | ---------------------------------- | ----------------- |
| Num               | Ciclista                           | Pos               |
| 11                | Na Ah-reum (KOR)                   | 67.               |
| 12                | Nadia Quagliotto (ITA)             | 51.               |
| 13                | Romy Kasper (GER)                  | 75.               |
| 14                | Soraya Paladin (ITA)               | 9.                |
| 15                | Jelena Erić (SRB) (estrada e CRI)  | 78.               |
| 16                | Eri Yonamine (JPN) (estrada e CRI) | 74.               |

| Aromitalia Vaiano VAI | Aromitalia Vaiano VAI  | Aromitalia Vaiano VAI |
| --------------------- | ---------------------- | --------------------- |
| Num                   | Ciclista               | Pos                   |
| 21                    | Rasa Leleivytė (LTU)   | 72.                   |
| 22                    | Michela Balducci (ITA) | 91.                   |
| 23                    | Sofia Beggin (ITA)     | 109.                  |
| 24                    | Letizia Borghesi (ITA) | 66.                   |
| 25                    | Carmela Cipriani (ITA) | 63.                   |
| 26                    | Nicole Nesti (ITA)     | DNF                   |

| Conceria Zabri-Fanini CZG | Conceria Zabri-Fanini CZG | Conceria Zabri-Fanini CZG |
| ------------------------- | ------------------------- | ------------------------- |
| Num                       | Ciclista                  | Pos                       |
| 31                        | Basei Marzia Salton (ITA) | 122.                      |
| 32                        | Claudia Meucci (ITA)      | DNF-4                     |
| 33                        | Simona Bortolotti (ITA)   | 119.                      |
| 34                        | Leonora Geppi (ITA)       | DNF-8                     |
| 35                        | Lisa De Ranieri (ITA)     | 120.                      |
| 36                        | Silvia Folloni (ITA)      | DNF-4                     |

| Bepink BPK | Bepink BPK             | Bepink BPK |
| ---------- | ---------------------- | ---------- |
| Num        | Ciclista               | Pos        |
| 41         | Tatiana Guderzo (ITA)  | 30.        |
| 42         | Simona Frapporti (ITA) | DNF-7      |
| 43         | Silvia Valsecchi (ITA) | 95.        |
| 44         | Katia Ragusa (ITA)     | 28.        |
| 45         | Chiara Perini (ITA)    | 110.       |
| 46         | Nicole Steigenga (NED) | 103.       |

| Bigla BIG | Bigla BIG                   | Bigla BIG |
| --------- | --------------------------- | --------- |
| Num       | Ciclista                    | Pos       |
| 51        | Cecilie Uttrup Ludwig (DEN) | 14.       |
| 52        | Elizabeth Banks (GBR)       | 68.       |
| 53        | Leah Thomas (USA)           | 22.       |
| 54        | Elise Chabbey (SUI)         | 27.       |
| 55        | Mikayla Harvey (NZL)        | 32.       |
| 56        | Nikola Nosková (CZE)        | 35.       |

| Bizkaia-Durango BDP | Bizkaia-Durango BDP          | Bizkaia-Durango BDP |
| ------------------- | ---------------------------- | ------------------- |
| Num                 | Ciclista                     | Pos                 |
| 61                  | Nicole D'agostin (ITA)       | 87.                 |
| 62                  | Enara López Gallastegi (ESP) | 62.                 |
| 63                  | Lucía González Blanco (ESP)  | 94.                 |
| 64                  | Sandra Alonso (ESP)          | 112.                |
| 65                  | Cristina Martínez (ESP)      | 57.                 |
| 66                  | Natalie Grinczer (GBR)       | 69.                 |

| Boels Dolmans DLT | Boels Dolmans DLT                    | Boels Dolmans DLT |
| ----------------- | ------------------------------------ | ----------------- |
| Num               | Ciclista                             | Pos               |
| 71                | Anna van der Breggen (NED) (estrada) | 2.                |
| 72                | Chantal Blaak (NED)                  | DNF-7             |
| 73                | Karol-Ann Canuel (CAN) (estrada)     | 41.               |
| 74                | Katie Hall (USA)                     | 7.                |
| 75                | Amy Pieters (NED)                    | 55.               |
| 76                | Eva Buurman (NED)                    | 76.               |

| BTC City Ljubljana BTC | BTC City Ljubljana BTC              | BTC City Ljubljana BTC |
| ---------------------- | ----------------------------------- | ---------------------- |
| Num                    | Ciclista                            | Pos                    |
| 81                     | Eugenia Bujak (SLO) (estrada e CRI) | 59.                    |
| 82                     | Hanna Nilsson (SWE)                 | 34.                    |
| 83                     | Urška Žigart (SLO)                  | 50.                    |
| 84                     | Urša Pintar (SLO)                   | 43.                    |
| 85                     | Rossella Ratto (ITA)                | 83.                    |
| 86                     | Maaike Boogaard (NED)               | 84.                    |

| Canyon-SRAM Racing CSR | Canyon-SRAM Racing CSR       | Canyon-SRAM Racing CSR |
| ---------------------- | ---------------------------- | ---------------------- |
| Num                    | Ciclista                     | Pos                    |
| 91                     | Alena Amialiusik (BLR)       | 24.                    |
| 92                     | Hannah Barnes (GBR)          | 45.                    |
| 93                     | Omer Shapira (ISR) (estrada) | 21.                    |
| 94                     | Tiffany Cromwell (AUS)       | 58.                    |
| 95                     | Katarzyna Niewiadoma (POL)   | 5.                     |
| 96                     | Alexis Ryan (USA)            | 90.                    |

| CCC-Liv CCC | CCC-Liv CCC                            | CCC-Liv CCC |
| ----------- | -------------------------------------- | ----------- |
| Num         | Ciclista                               | Pos         |
| 101         | Ashleigh Moolman Pasio (RSA) (estrada) | 4.          |
| 102         | Marianne Vos (NED)                     | 20.         |
| 103         | Pauliena Rooijakkers (NED)             | 60.         |
| 104         | Jeanne Korevaar (NED)                  | 56.         |
| 105         | Marta Lach (POL)                       | 47.         |
| 106         | Riejanne Markus (NED)                  | 48.         |

| Cogeas-Mettler-Look Pro Cycling Team CGS | Cogeas-Mettler-Look Pro Cycling Team CGS | Cogeas-Mettler-Look Pro Cycling Team CGS |
| ---------------------------------------- | ---------------------------------------- | ---------------------------------------- |
| Num                                      | Ciclista                                 | Pos                                      |
| 111                                      | Deborah Paine (NZL)                      | 77.                                      |
| 112                                      | Anastasiia Pliaskina (RUS) (CRI)         | DNF-4                                    |
| 113                                      | Antri Christoforou (CYP) (estrada e CRI) | 88.                                      |
| 114                                      | Sari Saarelainen (FIN)                   | DNF-4                                    |
| 115                                      | Olga Deyko (RUS)                         | 121.                                     |
| 116                                      | Marina Uvarova (RUS)                     | NP-6                                     |

| Eurotarget-Bianchi-Vitasana SBT | Eurotarget-Bianchi-Vitasana SBT        | Eurotarget-Bianchi-Vitasana SBT |
| ------------------------------- | -------------------------------------- | ------------------------------- |
| Num                             | Ciclista                               | Pos                             |
| 121                             | Arianna Fidanza (ITA)                  | 65.                             |
| 122                             | Ana Maria Covrig (ROU) (estrada e CRI) | 111.                            |
| 123                             | Lisa Morzenti (ITA)                    | 89.                             |
| 124                             | Elena Franchi (ITA)                    | 18.                             |
| 125                             | Alice Gasparini (ITA)                  | 82.                             |
| 126                             | Clemilda Fernandes (BRA)               | DNF-4                           |

| FDJ-Nouvelle Aquitaine-Futuroscope FDJ | FDJ-Nouvelle Aquitaine-Futuroscope FDJ | FDJ-Nouvelle Aquitaine-Futuroscope FDJ |
| -------------------------------------- | -------------------------------------- | -------------------------------------- |
| Num                                    | Ciclista                               | Pos                                    |
| 131                                    | Shara Marche (AUS)                     | 33.                                    |
| 132                                    | Charlotte Becker (GER)                 | 73.                                    |
| 133                                    | Charlotte Bravard (FRA)                | DNF-8                                  |
| 134                                    | Victorie Guilman (FRA)                 | 80.                                    |
| 135                                    | Évita Muzic (FRA)                      | 26.                                    |
| 136                                    | Greta Richioud (FRA)                   | DNF-8                                  |

| Lotto Soudal Ladies LSL | Lotto Soudal Ladies LSL   | Lotto Soudal Ladies LSL |
| ----------------------- | ------------------------- | ----------------------- |
| Num                     | Ciclista                  | Pos                     |
| 141                     | Annelies Dom (BEL)        | 102.                    |
| 142                     | Lotte Kopecky (BEL) (CRI) | 86.                     |
| 143                     | Julie Van de Velde (BEL)  | 17.                     |
| 144                     | Kelly Van den Steen (BEL) | 52.                     |
| 145                     | Danique Braam (NED)       | 118.                    |
| 146                     | Dani Christmas (GBR)      | 104.                    |

| Movistar Team MOV | Movistar Team MOV              | Movistar Team MOV |
| ----------------- | ------------------------------ | ----------------- |
| Num               | Ciclista                       | Pos               |
| 151               | Aude Biannic (FRA)             | 71.               |
| 152               | Paula Patiño (COL)             | 23.               |
| 153               | Sheyla Gutiérrez (ESP) (CRI)   | 113.              |
| 154               | Małgorzata Jasińska (POL)      | 49.               |
| 155               | Eider Merino (ESP)             | 16.               |
| 156               | Gloria Rodríguez Sánchez (ESP) | DNF-5             |

| Parkhotel Valkenburg PHV | Parkhotel Valkenburg PHV | Parkhotel Valkenburg PHV |
| ------------------------ | ------------------------ | ------------------------ |
| Num                      | Ciclista                 | Pos                      |
| 161                      | Sofie De Vuyst (BEL)     | 15.                      |
| 162                      | Demi Vollering (NED)     | 13.                      |
| 163                      | Nina Buysman (NED)       | 38.                      |
| 164                      | Marit Raaijmakers (NED)  | 100.                     |
| 165                      | Esther van Veen (NED)    | 114.                     |
| 166                      | Sophie de Boer (NED)     | DNF-8                    |

| Servetto-Piumate-Beltrami TSA SER | Servetto-Piumate-Beltrami TSA SER     | Servetto-Piumate-Beltrami TSA SER |
| --------------------------------- | ------------------------------------- | --------------------------------- |
| Num                               | Ciclista                              | Pos                               |
| 171                               | Anna Potokina (RUS)                   | 53.                               |
| 172                               | Kseniya Dobrynina (RUS)               | 97.                               |
| 173                               | Yevheniya Vysotska (UKR)              | 79.                               |
| 174                               | Markéta Hájková (CZE)                 | 116.                              |
| 175                               | Aleksandra Goncharova (RUS) (estrada) | DNF-4                             |
| 176                               | Francesca Cauz (ITA)                  | DNF-4                             |

| Sunweb SUN | Sunweb SUN                 | Sunweb SUN |
| ---------- | -------------------------- | ---------- |
| Num        | Ciclista                   | Pos        |
| 181        | Lucinda Brand (NED)        | 6.         |
| 182        | Pernille Mathiesen (DEN)   | DNF-5      |
| 183        | Leah Kirchmann (CAN) (CRI) | 44.        |
| 184        | Juliette Labous (FRA)      | 11.        |
| 185        | Floortje Mackaij (NED)     | 39.        |
| 186        | Julia Soek (NED)           | 92.        |

| Virtu Cycling Women TVC | Virtu Cycling Women TVC | Virtu Cycling Women TVC |
| ----------------------- | ----------------------- | ----------------------- |
| Num                     | Ciclista                | Pos                     |
| 192                     | Anouska Koster (NED)    | 61.                     |
| 193                     | Birgitte Krogsgaard     | 81.                     |
| 194                     | Katrine Aalerud (NOR)   | 64.                     |
| 195                     | Sofia Bertizzolo (ITA)  | 54.                     |
| 196                     | Rachel Neylan (AUS)     | 46.                     |

| Top Girls Fassa Bortolo TOP | Top Girls Fassa Bortolo TOP | Top Girls Fassa Bortolo TOP |
| --------------------------- | --------------------------- | --------------------------- |
| Num                         | Ciclista                    | Pos                         |
| 201                         | Elisa Dalla Valle (ITA)     | 115.                        |
| 202                         | Elena Leonardi (ITA)        | DNF-4                       |
| 203                         | Greta Marturano (ITA)       | 101.                        |
| 204                         | Maja Perinovic (CRO)        | DNF-8                       |
| 205                         | Martina Stefani (ITA)       | DNF-2                       |
| 206                         | Laura Tomasi (ITA)          | DNF-7                       |

| Trek-Segafredo TFS | Trek-Segafredo TFS               | Trek-Segafredo TFS |
| ------------------ | -------------------------------- | ------------------ |
| Num                | Ciclista                         | Pos                |
| 211                | Audrey Cordon-Ragot (FRA)        | 99.                |
| 212                | Elisa Longo Borghini (ITA) (CRI) | 8.                 |
| 213                | Anna Plichta (POL) (CRI)         | 108.               |
| 214                | Tayler Wiles (USA)               | 37.                |
| 215                | Ruth Winder (USA) (estrada)      | 29.                |
| 216                | Trixi Worrack (GER)              | 105.               |

| Valcar Cylance VAL | Valcar Cylance VAL        | Valcar Cylance VAL |
| ------------------ | ------------------------- | ------------------ |
| Num                | Ciclista                  | Pos                |
| 221                | Alice Maria Arzuffi (ITA) | 25.                |
| 222                | Elena Pirrone (ITA)       | 36.                |
| 223                | Ilaria Sanguineti (ITA)   | 117.               |
| 224                | Asja Paladin (ITA)        | 40.                |
| 225                | Dalia Muccioli (ITA)      | 107.               |
| 226                | Alessia Vigilia (ITA)     | 85.                |

| WNT-Rotor Pro Cycling WNT | WNT-Rotor Pro Cycling WNT | WNT-Rotor Pro Cycling WNT |
| ------------------------- | ------------------------- | ------------------------- |
| Num                       | Ciclista                  | Pos                       |
| 231                       | Erica Magnaldi (ITA)      | 10.                       |
| 232                       | Lara Vieceli (ITA)        | 70.                       |
| 233                       | Ane Santesteban (ESP)     | 12.                       |
| 234                       | Kathrin Hammes (GER)      | 42.                       |
| 235                       | Janneke Ensing (NED)      | 19.                       |
| 236                       | Kirsten Wild (NED)        | 98.                       |

Convenções:
- AB-N: Abandono na etapa "N"
- FLT-N: Retiro por chegada fora do limite de tempo na etapa "N"
- NTS-N: Não tomou a saída para a etapa "N"
- DES-N: Desclassificado ou expulsado na etapa "N"

## UCI WorldTour Feminino
O Giro da Itália Feminino outorgou pontos para o UCI WorldTour Feminino de 2019 e o UCI World Ranking Feminino, incluindo a todas as corredoras das equipas nas categorias UCI Team Feminino. As seguintes tabelas mostram o barómetro de pontuação e as 10 corredoras que obtiveram mais pontos:
| Posição             | 1.ª | 2.ª | 3.ª | 4.ª | 5.ª | 6.ª | 7.ª | 8.ª | 9.ª | 10.ª | 11.ª | 12.ª | 13.ª | 14.ª | 15.ª | 16.ª-30.ª | 31.ª-40.ª |
| Classificação geral | 200 | 150 | 125 | 100 | 85  | 70  | 60  | 50  | 40  | 35   | 30   | 25   | 20   | 15   | 10   | 5         | 3         |
| Por etapa           | 25  | 20  | 18  | 16  | 14  | 12  | 10  | 8   | 6   | 4    |      |      |      |      |      |           |           |
| Líder               | 5   |     |     |     |     |     |     |     |     |      |      |      |      |      |      |           |           |

| Classificação |                      |                    |       |       |       |       |
| Posição       | Ciclista             | Equipo             | Geral | Etapa | Líder | Total |
| ------------- | -------------------- | ------------------ | ----- | ----- | ----- | ----- |
| 1.ª           | Annemiek van Vleuten | Mitchelton-Scott   | 200   | 132   | 25    | 357   |
| 2.ª           | Anna van der Breggen | Boels-Dolmans      | 150   | 99    | -     | 249   |
| 3.ª           | Katarzyna Niewiadoma | Canyon SRAM Racing | 85    | 87    | 20    | 192   |
| 4.ª           | Amanda Spratt        | Mitchelton-Scott   | 125   | 54    | -     | 179   |
| 5.ª           | Ashleigh Moolman     | CCC-Liv            | 100   | 68    | -     | 168   |
| 6.ª           | Lucinda Brand        | Sunweb             | 70    | 86    | -     | 156   |
| 7.ª           | Soraya Paladin       | Alé Cipollini      | 40    | 98    | -     | 138   |
| 8.ª           | Marianne Vos         | CCC-Liv            | 5     | 120   | -     | 125   |
| 9.ª           | Elisa Longo Borghini | Trek-Segafredo     | 50    | 64    | -     | 114   |
| 10.ª          | Katie Hall           | Boels-Dolmans      | 60    | 24    | -     | 84    |